# 4460 Bihoro
4460 Bihoro eller 1990 DS är en asteroid i huvudbältet som upptäcktes den 28 februari 1990 av de båda japanska astronomerna Kazuro Watanabe och Kin Endate vid Kitami-observatoriet. Den är uppkallad efter den japanska staden Bihoro.
Asteroiden har en diameter på ungefär 38 kilometer.